# Poplaca
Poplaca (deutsch Gunzendorf oder häufiger Poplaka, ungarisch Popláka) ist ein Dorf in der Region Siebenbürgen im Kreis Sibiu in Rumänien.

## Lage

Blick auf die Ortschaft am Fuß des Zibinsgebirges.

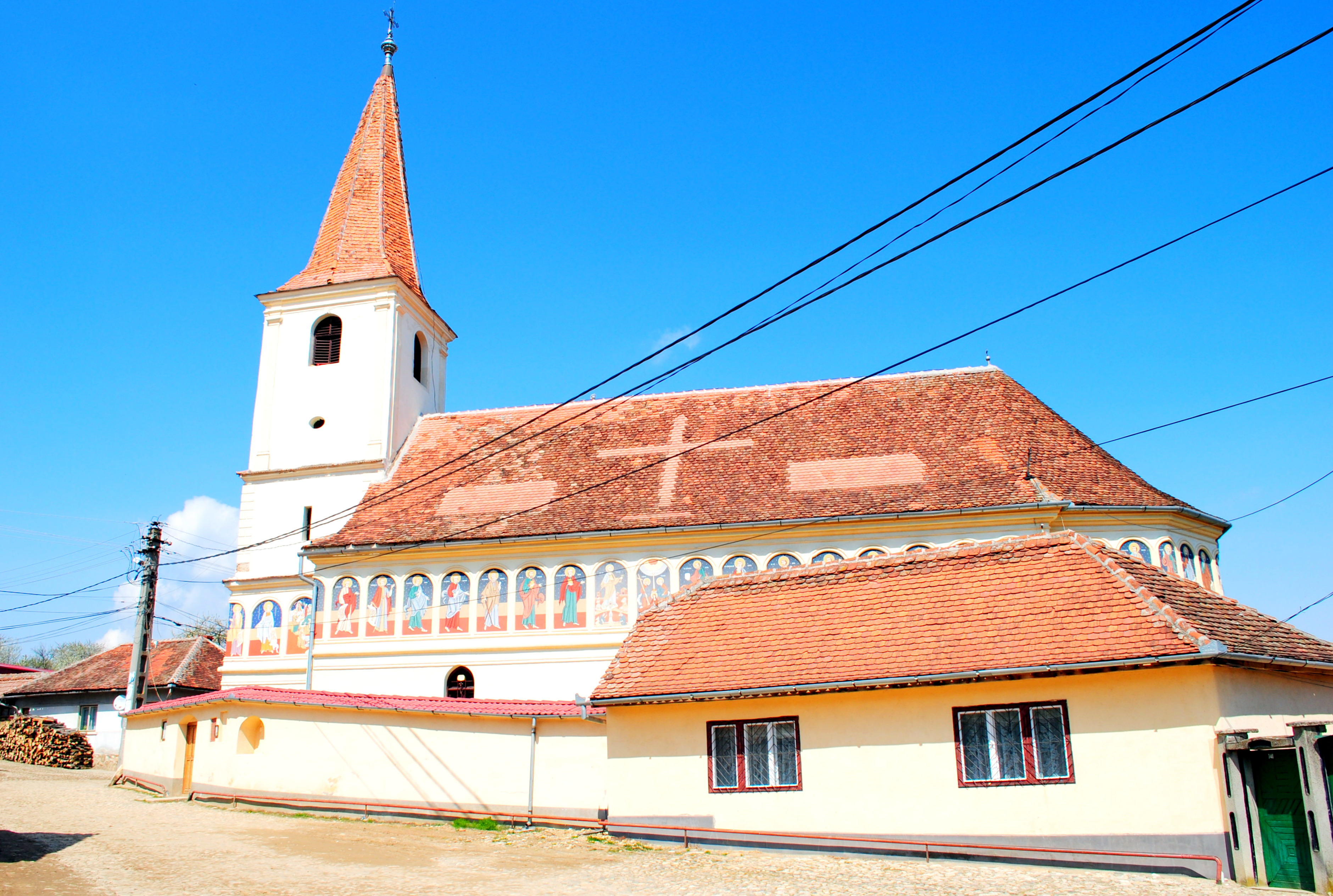
Dorfkirche von Poplaca

Die Ortschaft liegt in der Mărginimea Sibiului am Fuße des Zibinsgebirges (Munții Cindrel), am Bach Valea Poplacii. An der Kreisstraße (drum județean) DJ 105D befindet sich der ort zwölf Kilometer südwestlich von der Kreishauptstadt Sibiu (Hermannstadt) entfernt.

## Geschichte
Die erstmalige urkundliche Erwähnung des Dorfes erfolgte 1488 unter der Bezeichnung Walachi Gonczesdorff. Archäologische Funde entlang der Verbindungsstraße nach Orlat deuten jedoch auf eine sehr frühe Besiedlung der Gegend (Äneolithikum) hin.

## Bildung, Wirtschaft und Soziales
In Poplaca befinden sich ein Kindergarten und eine Grundschule.
Wie in den meisten Gemeinden der „Mărginime“ arbeiten auch in Poplaca die meisten Menschen in den Bereichen Viehzucht (vor allem  Schafe) und Holzverarbeitung.

## Sehenswürdigkeiten
- Orthodoxe Dorfkirche aus dem 18. Jahrhundert, Johannes dem Täufer geweiht
- Heldendenkmal für die Gefallenen des Ersten Weltkrieges (errichtet 1939)